# Ateneo di Naucrati

Deipnosophistae, 1535. Da BEIC, biblioteca digitale.

Ateneo di Naucrati (in greco antico: Ἀθήναιος Nαυκρατίτης? o Nαυκράτιος, trasl. Athḕnaios Naukratítēs o Naukrátios; Naucrati, ... – dopo il 192) è stato uno scrittore greco nato in Egitto attivo nell'età imperiale.

## Biografia

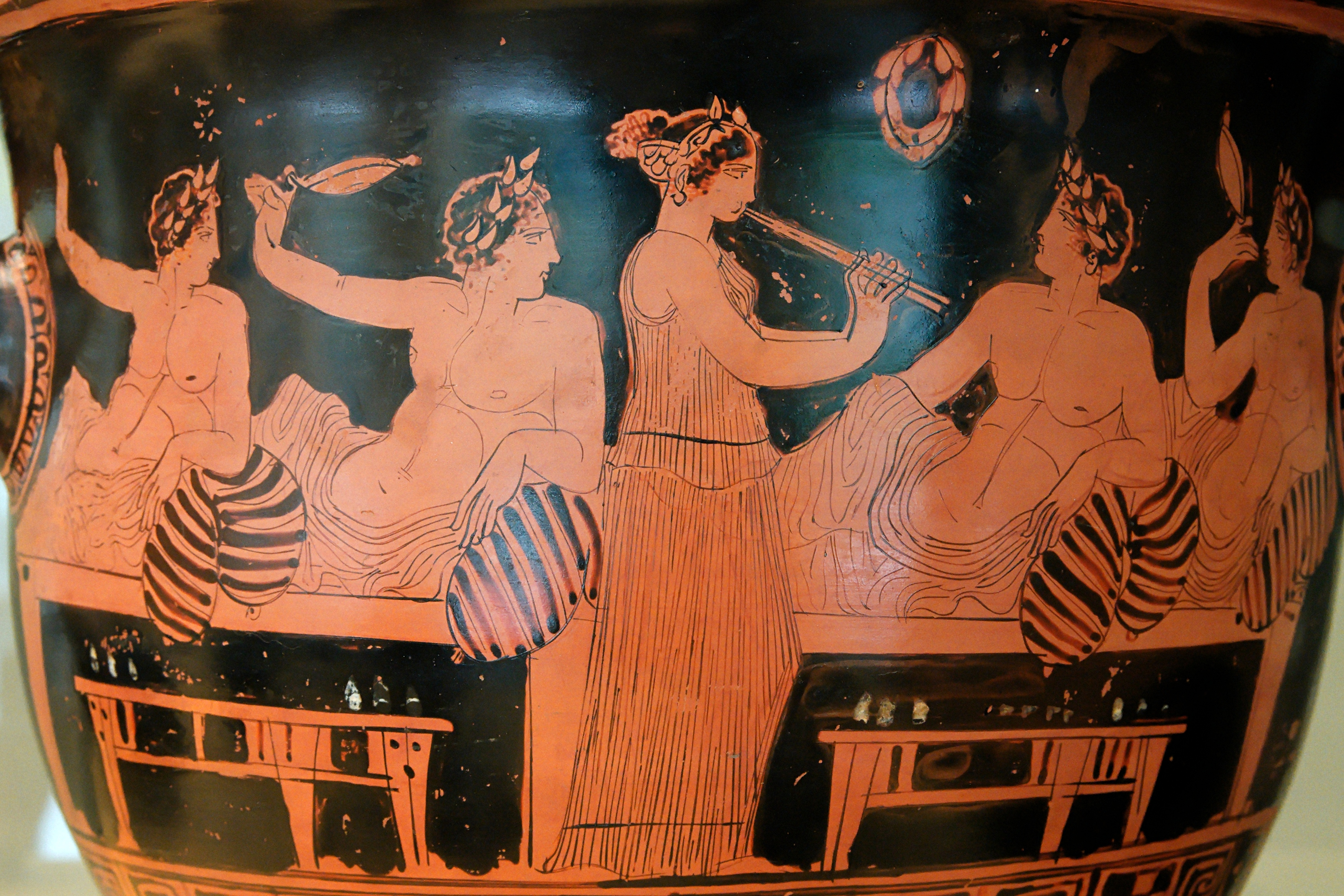
Scena di simposio, vaso attico a figure rosse.

Di Ateneo si sa solo ciò che si può estrapolare da brani della sua opera.
Dovrebbe aver scritto dopo la morte di Commodo (192 d.C.) perché ne parla con esecrazione, tra l'altro introducendo come anfitrione del banchetto da cui prende nome l'opera Publio Livio Larense, procurator dell'imperatore tra 189 e 192. Sappiamo dalle titolazioni dei manoscritti che fu di Naucrati e, dunque, greco nato in Egitto, probabilmente grammatico e consultatore della Biblioteca di Alessandria, visto che cita circa 700 autori e 2500 opere che, pur non consultate tutte direttamente, erano conservate ad Alessandria.

## IDeipnosofisti
Ateneo scrisse - come egli stesso afferma - almeno due opere che non ci sono giunte: un commento sul pesce thratta, citato dai comici attici, e una Storia dei re di Siria. L'unica sua opera giunta a noi è la miscellanea Δειπνοσοφισταί (I Deipnosofisti o I dotti a banchetto), redatta in quindici libri. Dei primi tre libri dell'opera (oltre a parti dei libri XI e XV), perduti, è sopravvissuta solo una epitome, che consente di avere idea dell'inizio dell'opera:
(I 1, 1a–c)
Nell'opera Ateneo racconta all'amico Timocrate (secondo il modello classico del Simposio di Platone) un simposio, appunto, in cui uomini dotti si intrattengono in un dialogo in cui dibattono riguardo a un ampio spettro di argomenti. Lusso, dieta, salute, sesso, musica, umorismo e lessicografia greca sono tutti argomenti che vengono trattati, ma il centro del dialogo sono il cibo, il vino e il divertimento. Pur nell'estrema confusione dell'opera, è possibile individuare alcuni nuclei tematici che seguono lo svolgersi del banchetto: si passa dai vini e i bagni a battute, musica di intrattenimento e spettacoli grandiosi dell'antichità; da parassiti, schiavi e adulatori celebri a pesci, vegetali e uccelli, per continuare con vari vizi, come gola, lusso, amore, prostituzione e omosessualità e finendo con intrattenimenti e profumi.
Senza il lavoro di Ateneo sarebbero andate perdute molte importanti informazioni sul mondo antico e molti autori (inclusi i poeti parodici Archestrato di Gela, Matrone di Pitane e il medico Androne) sarebbero rimasti totalmente sconosciuti; Ateneo riporta di loro numerose ed ampie citazioni, specie da commediografi. Inoltre, all'interno del XV libro, è presente una raccolta di 25 scolii attici risalente a fine VI-V secolo a.C. Si tratta di una collezione di brevi poesie legate all'uso di recitare, o improvvisare, versi simposiaci; alcune di esse furono quindi composte per improvvisazione durante un banchetto (e successivamente trascritte nella raccolta), altre sarebbero state composte, invece, al fine di essere in seguito recitate a convito. In ogni caso si sentono forti i tratti della recitazione orale e dell'improvvisazione, come si può osservare (all'interno di tutta la lirica greca) soltanto nella raccolta di elegie di Teognide.

### Edizioni
- Ateneo, I Deipnosofisti, o Sofisti a banchetto, Libri 1. e 2., testo riveduto con note critiche e traduzione italiana a fronte con commento di Giuseppe Turturro. Adriatica, Bari 1961.
- Ateneo, I Deipnosofisti - i dotti a banchetto (4 volumi), diretto da L. Canfora, Roma, Salerno Editore 2001.
- (EN)  Athenaeus of Naucratis, The Deipnosophists, with an English translation by C. Burton Gulick (7 voll.), London 1927-1941 (testo greco e trad. inglese).
- (EN)  Athenaeus, The Learned Banqueteurs, edited and translated by S. Douglas Olson, Cambridge-London 2006.
- (FR)  Les Deipnosophistes, trad. A. M. Desrousseaux et Ch. Astruc, Tome I (Livres I et II), Paris 1956 (testo greco e trad. francese con note).
- (DE)  Athenaei Naucratitae Dipnosophistarum libri 15., Georg Kaibel (Hrsg.), 3 Bde., Leipzig 1887–1890 (rist. Stuttgart 1985–1992, edizione critica).
- (DE)  Das Gelehrtenmahl, Ursula und Kurt Treu (Auswahl und Übers.), 2ª ed., Leipzig 1987. ISBN 3-7350-0029-0
- (LA) Ateneo di Naucrati, Deipnosophistae, Basileae, apud Ioannem Valderum, mense Septemb. 1535.

### Studi
- G. Zecchini, La cultura storica di Ateneo, Milano, 1989, ISBN 978-8834303467.
- (EN) Athenaeus and his world: reading Greek culture in the Roman Empire, a cura di David Braund e John Wilkins, University of Exeter Press, 2000. (collezione di 41 saggi su vari aspetti dell'opera di Ateneo).
- (FR) Athénée et les fragments d'historiens, a cura di D. Lenfant, Paris 2007.